# Guerre de Tecumseh
La guerre de Tecumseh ou rébellion de Tecumseh est un conflit entre les États-Unis et une confédération d'Amérindiens conduits par le chef shawnee Tecumseh dans le territoire de l'Indiana. Bien que l'on considère souvent que le conflit a atteint son point culminant avec la victoire de William Henry Harrison à la bataille de Tippecanoe en 1811, la guerre de Tecumseh a en fait continué pendant la guerre anglo-américaine de 1812 et est souvent considérée comme une partie de ce conflit plus important. Tecumseh fut tué par les Américains au cours de la bataille de la rivière Thames au Canada en 1813 et sa confédération se désagrégea. Les tribus restant sur le territoire des États-Unis signèrent des traités et furent contraintes de vendre leurs terres et de se déplacer à l'ouest dans les années 1830. Dans un contexte à long terme, les historiens situent la guerre de Tecumseh comme l'ultime conflit de la guerre de Soixante Ans, résultant en la conquête de la région des Grands Lacs par les Européens.

## Contexte

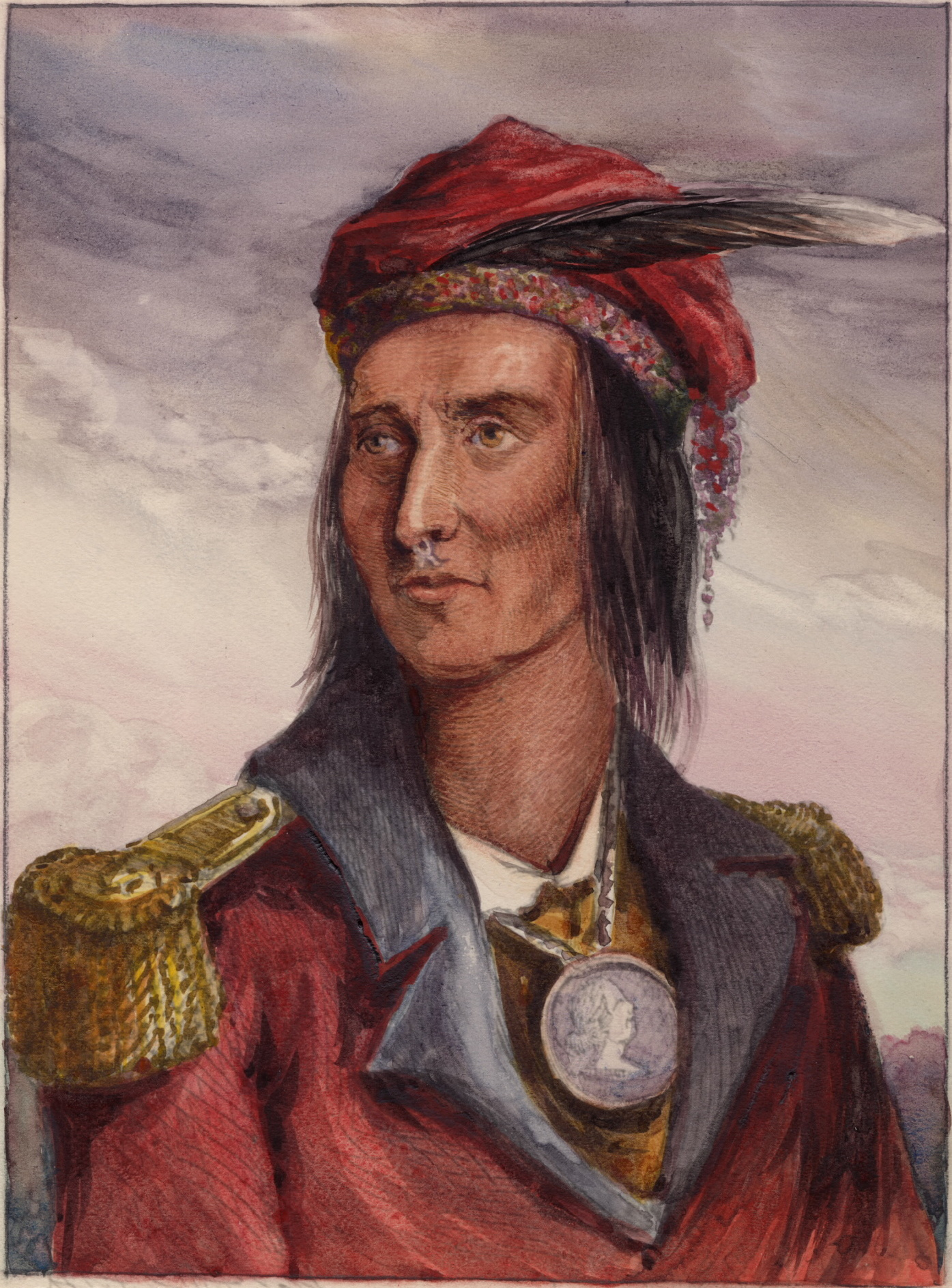
Tecumseh par Benson Lossing en 1848, basé sur un dessin de 1808.

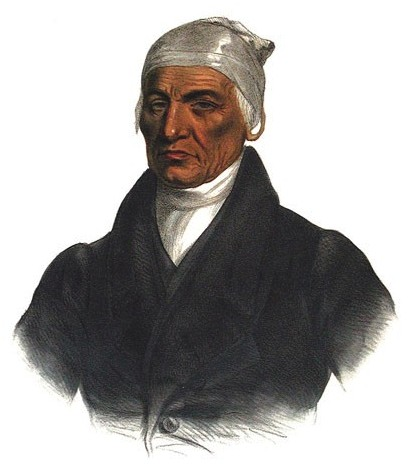
Le chef shawnee Catecahassa était un farouche opposant à la confédération de Tecumseh et un allié des États-Unis dans la guerre de 1812.

Les deux principaux adversaires du conflit, Tecumseh et William Henry Harrison, ont tous deux été de jeunes participants à la bataille de Fallen Timbers à la fin de la guerre amérindienne du Nord-Ouest en 1794. Tecumseh ne fit pas partie des signataires du traité de Greenville qui mit fin à la guerre et céda aux États-Unis la plupart de l'Ohio actuel, longtemps habité par les Shawnees et d'autres Amérindiens. Malgré cela, beaucoup de chefs amérindiens de la région ont accepté les termes du traité de Greenville et au cours des dix années qui suivent, la résistance pan-tribale à l'hégémonie américaine faiblit.
Après le traité de Greenville, la plupart des Shawnees de l'Ohio s'installent au village shawnee de Wapakoneta sur la rivière Auglaize où ils sont dirigés par Catecahassa, un chef déjà âgé qui a signé le traité. Michikinikwa, un chef de guerre de la tribu des Miamis, qui a aussi participé à la guerre et signé le traité de Greenville, vit dans son village sur la Eel River (en). Tant Catecahassa que Michikinikwa préconisent instamment une assimilation culturelle et une accommodation avec les États-Unis.
Les tribus de la région prennent part à plusieurs traités dont le traité de Grouseland (en) et le traité de Vincennes qui donne et reconnait la possession américaine de la plus grande partie du sud de l'Indiana. Les traités conduisent à une atténuation des tensions en autorisant les colons à s'installer dans l'Indiana et apaisent les Amérindiens en les remboursant pour les terres précédemment squattées par les colons.

### Renouveau religieux

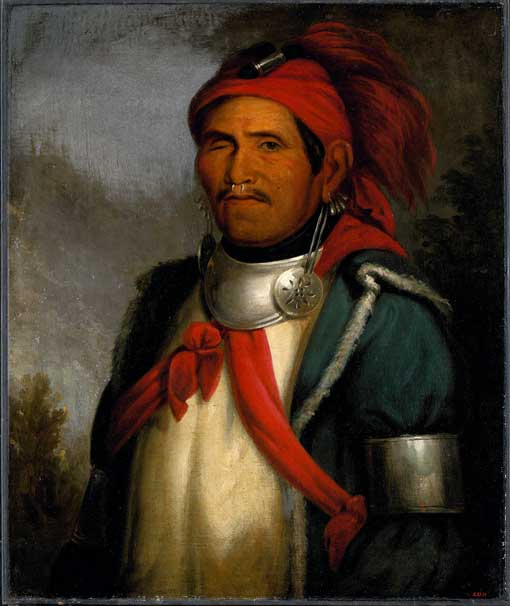
Tenskwatawa par Charles Bird King.

En mai 1805, le chef lénape Buckongahelas, l'un des chefs amérindiens les plus importants de la région, meurt de la variole ou de la grippe. Les tribus alentour pensent que sa mort a été causée par une forme de sorcellerie et une chasse aux sorcières s'ensuit, conduisant à la mort de plusieurs sorcières lénapes présumées. La chasse aux sorcières inspire un renouveau religieux conduit par le frère de Tecumseh, Tenskwatawa (« Le Prophète ») qui émerge en 1805 en tant que leader parmi les chasseurs de sorcière. Il constitue rapidement une menace à l'influence des chefs partisans de l'accommodation, dont Buckongahelas faisait partie.
Dans le cadre de ses enseignements religieux, Tenskwatawa exhorte les Amérindiens de rejeter le mode de vie euro-américain comme la consommation d'alcool, l'habillement à l'européenne et les armes à feu. Il appelle également les tribus à s'abstenir de toute cession de terres aux États-Unis. De nombreux Amérindiens qui étaient enclins à coopérer avec les États-Unis sont accusés de sorcellerie et certains sont exécutés par les partisans de Tenskwatawa. Catecahassa fut accusé lors de la chasse aux sorcières mais ne fut pas blessé. De son village à Greenville, Tenskwatawa compromet les relations amicales de Catecahassa avec les États-Unis, conduisant à une hausse des tensions avec les colons de la région. Catecahassa et d'autres chefs tribaux commencent à mettre la pression à Tenskwatawa et ses partisans pour qu'ils quittent la région afin d'éviter que la situation ne dégénère.
En 1808, les tensions entre les blancs et les Shawnees de Wapakoneta contraignent Tenskwatawa et Tecumseh à se retirer plus au nord-ouest et établissent le village de Prophetstown près de la confluence des rivières Wabash et Tippecanoe, sur des terres revendiquées par les Miamis. Michikinikwa annonce aux Shawnees qu'ils ne sont pas les bienvenus en ce lieu mais les avertissements sont ignorés. Les enseignements religieux de Tenskwatawa deviennent plus notoires à mesure qu'ils deviennent plus militants et il attire des adeptes amérindiens venant de beaucoup de nations différentes, dont les Shawnees, les Iroquois, les Chickamaugas, les Mesquakies, les Miamis, les Mingos, les Ojibwés, les Outaouais, les Kickapous, les Lenapes, les Mascoutins, les Potawatomis, les Sauks et les Hurons-Wendats.
En 1808, Tecumseh commence à être vu comme un leader par sa communauté. En 1808, les Britanniques présents au Canada l'approchent pour former une alliance mais il refuse. Ce n'est qu'en 1810 que les Américains prennent pour la première fois connaissance de lui. Tecumseh émerge finalement comme le leader de la confédération, mais elle est bâtie sur des fondements établis par l'appel religieux de son jeune frère.
Tippecanoe était la plus grande communauté amérindienne de la région des Grands Lacs et servit d'important centre culturel et religieux. Tippecanoe, connu sous le nom de Prophetstown par les blancs, était un bastion religieux intertribal pour trois mille Amérindiens le long de la Wabash, dans l'Indiana. Conduits initialement par Tenskwatawa et plus tard conjointement avec Tecumseh, des milliers d'Amérindiens de langue algonquine se rassemblent à Tippecanoe pour acquérir une force spirituelle.

### Territoire de l'Indiana

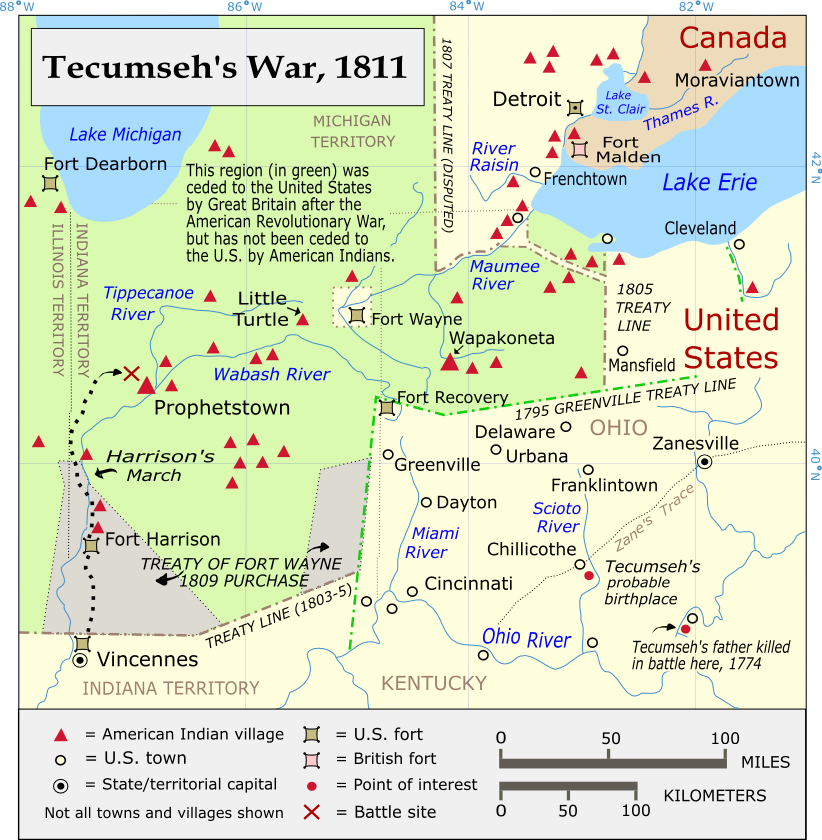
Guerre de Tecumseh, 1811

Dans le même temps, en 1800, William Henry Harrison devient gouverneur du Territoire de l'Indiana nouvellement créé et dont la capitale se trouve à Vincennes. Harrison cherche à obtenir des titres sur les terres amérindiennes pour permettre l'expansion américaine ; en particulier, il espère que le Territoire de l'Indiana pourra attirer suffisamment de colons pour pouvoir prétendre à la création d'un État. Harrison négocie de nombreux traités de cession de terres avec les Amérindiens.
En 1809, Harrison commence à faire ressentir le besoin d'un autre traité pour ouvrir davantage de terres pour les colons. Les Miamis, les Weas et les Kickapous sont vigoureusement opposés à la vente de nouvelles terres autour de la Wabash. Dans le but d'influencer ces groupes de vendre les terres, Harrison décide, contre la volonté du Président James Madison, de conclure en premier lieu un traité avec les tribus disposées à les vendre et de les utiliser pour l'aider à influencer ceux qui sont plus réticents. En septembre 1809, il invite les Potawatomis, les Lénapes, les Eel Rivers et les Miamis à une assemblée à Fort Wayne. Dans les négociations, Harrison promet de larges subventions et des paiements aux tribus si elles acceptent de céder les terres qu'il demande.
Seuls les Miamis s'opposent au traité ; ils présentent leur copie du traité de Greenville et lisent la section qui garantit leur possession des terres autour de la rivière Wabash. Ils expliquent ensuite l'histoire de la région et comment ils ont invité d'autres tribus à s'installer dans leur territoire en tant qu'amis. Les Miamis sont inquiets du fait que les chefs weas ne sont pas présents aux négociations, bien qu'ils soient les premiers habitants des terres en train d'être vendues. Les Miamis souhaitent également que les ventes de terres futures se fassent à l'acre et non par traité. Harrison accepte de rendre l'adoption du traité tributaire de l'approbation des Weas et autres tribus du territoire concerné, mais il refuse d'acquérir les terres à l'acre. Il répond à cela que c'est mieux pour les tribus de vendre leurs terres dans des traités afin d'éviter que les Américains n'achètent que les meilleurs terres à l'acre et ne leur laissent que les plus médiocres pour vivre.
Après deux semaines de négociations, les chefs potawatomis parviennent à convaincre les Miamis d'accepter le traité en réciprocité à des traités antérieurs moins avantageux pour les Potawatomis qui les avaient accepté à la demande des Miamis. Finalement, le traité de Fort Wayne est signé le 30 septembre 1809, vendant plus de 3 000 000 acres (environ 12 000 km2) aux États-Unis, principalement le long de la Wabash, au nord de Vincennes. Pendant les mois d'hiver, Harrison parvient à obtenir l'acceptation des Weas en leur offrant une large subvention. Les Kickapous sont de proches alliés des Shawnees à Prophetstown et Harrison craint qu'il ne soit difficile de les influencer. Il offre aux Weas une plus grosse subvention si les Kickapous acceptent aussi le traité, conduisant les Weas à faire pression sur les chefs kickapous pour qu'ils acceptent. Au printemps 1810, Harrison a terminé les négociations et le traité est finalisé.

## Conflit
Tecumseh est outragé par le traité de Fort Wayne et s'impose par la suite comme leader politique de premier plan. Tecumseh ravive une idée avancée dans les années précédentes par le chef shawnee Blue Jacket et le chef mohawk Joseph Brant, qui dit que les terres amérindiennes sont la propriété commune de toutes les tribus, et qu'elles ne peuvent être vendues sans l'accord de l'ensemble de ces tribus. Tecumseh sait qu'un tel consensus aussi large est impossible, mais c'est pourquoi il soutient la position. Pas encore prêt à affronter les États-Unis directement, les principaux adversaires de Tecumseh sont initialement les chefs amérindiens qui ont signé le traité, et il menace de tous les tuer.
Tecumseh commence à s'étendre sur les enseignements de son frère qui appelle les tribus à revenir à leur mode de vie ancestral et commence à relier les enseignements avec l'idée d'une alliance pan-tribale. Tecumseh commence à beaucoup voyager, exhortant les guerriers à abandonner les chefs partisans de l'accommodation et de rejoindre la résistance à Prophetstown.
Harrison est impressionné par Tecumseh et se réfère à lui dans une lettre comme l'« un de ces génies peu communs ». Harrison pense que Tecumseh a le potentiel pour créer un empire puissant s'il n'est pas maîtrisé. Harrison le suspecte d'être derrière des tentatives de soulèvement et craint que, s'il parvient à obtenir une large fédération tribale, les Britanniques pourraient prendre l'avantage de la situation pour appuyer leurs revendications sur le Nord-Ouest.

### Confrontation à Grouseland

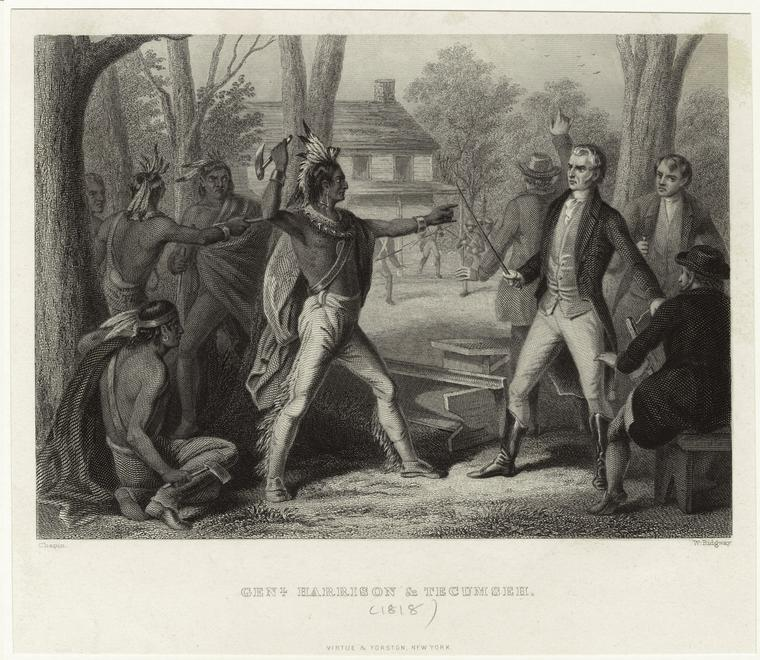
À Vincennes en 1810, Tecumseh s'emporte lorsque William Henry Harrison refuse d'abroger le traité de Fort Wayne.

En août 1810, Tecumseh et 400 guerriers armés descendent la Wabash pour rencontrer Harrison à Vincennes. Les guerriers sont tous couverts de peintures de guerre, et leur apparition soudaine effraie dans un premier temps les soldats à Vincennes. Les meneurs du groupe sont escortés à Grouseland où ils rencontrent Harrison. Tecumseh soutient que le traité de Fort Wayne est illégitime ; il demande à Harrison de l'annuler et prévient que les Américains ne doivent pas tenter de s'installer sur les terres vendues dans le traité. Tecumseh fait savoir à Harrison qu'il a menacé de tuer les chefs qui ont signé le traité s'ils en appliquent les termes, et que sa confédération se développe rapidement. Harrison répond à Tecumseh que les Miamis sont les propriétaires des terres et qu'ils peuvent les vendre si tel est leur choix. Il rejette également la déclaration de Tecumseh qui affirme que tous les Amérindiens forment une nation, et maintient que chaque nation peut avoir des relations différentes avec les États-Unis. Pour preuve, Harrison dit à Tecumseh que le Grand Esprit aurait fait parler à toutes les tribus une même langue s'ils étaient une nation unique.
Tecumseh lance une réfutation passionnée mais Harrison est incapable de comprendre sa langue. Un Shawnee qui était ami avec Harrison arme son pistolet pour alerter Harrison que le discours de Tecumseh était en train de poser un problème. Finalement, un lieutenant de l'armée qui parle la langue de Tecumseh prévient Harrison qu'il est en train d'encourager les guerriers présents avec lui à tuer Harrison. De nombreux guerriers commencent à sortir leurs armes et Harrison tire son épée. La population totale du village n'était que de 1 000 personnes et les hommes de Tecumseh auraient pu facilement massacrer le village mais dès que les quelques officiers sortent leurs pistolets pour défendre Harrison, les guerriers cèdent. Le chef Winnemac qui est un ami de Harrison, contre les arguments de Tecumseh et enseigne aux guerriers que puisqu'ils étaient venus en paix, ils devaient retourner en paix et se battre un autre jour. Avant de partir, Tecumseh informe Harrison qu'à moins que le traité ne soit annulé, il irait chercher une alliance avec les Britanniques.

### Accroissement des tensions
Au cours de l'année suivante, les tensions augmentent rapidement. Quatre colons sont massacrés sur la rivière Missouri et dans un autre incident, des Amérindiens s'emparent d'un bateau chargé de fournitures appartenant à un groupe de marchands. Harrison fait venir Tecumseh à Vincennes pour expliquer les actions de ses alliés. En août 1811, Tecumseh rencontre Harrison à Vincennes, l'assurant que ses frères shawnees ont l'intention de rester en paix avec les États-Unis. Tecumseh voyage ensuite vers le sud pour une mission visant à recruter des alliés parmi les « Cinq tribus civilisées ». La plupart des nations du sud rejettent ses appels mais une faction de Creeks devenue connue sous le nom des Red Sticks répond à son appel aux armes, conduisant à la guerre Creek, qui devient également une partie de la guerre de 1812,. Tecumseh prononce de nombreux discours passionnés et convainc beaucoup d'Amérindiens de se joindre à sa cause.

« Où sont aujourd'hui les Pequots ? Où sont les Narragansetts, les Mochicans, les Pocanets et autres tribus puissantes de notre peuple ? Ils ont disparu devant l'avarice et l'oppression des hommes blancs, comme la neige devant le soleil d'été ... Ne dormez plus, Ô Choctaws et Chicachas ... Les ossements de nos morts ne seront-ils pas labourés, et leurs sépultures transformées en champs labourés ? »

— Tecumseh, 1811, The Portable North American Indian Reader
Alors que les tensions augmentent, Harrison fustige publiquement Tenskwatawa qu'il qualifie d'imposteur et d'imbécile, ce qui le rend furieux. Tecumseh ordonne à son frère de s'abstenir de toute action mais son frère continue à demander la mort de Harrison. Tenskwatawa lève la prohibition des armes à feu et parvient rapidement à s'en procurer en grandes quantités à l'aide des Britanniques au Canada. Tecumseh fait une erreur stratégique en le laissant seul pour voyager dans le sud. Tenskwatawa voit dans l'absence de son frère une opportunité d'élever les tensions encore plus haut en agitant davantage ses partisans.

### Expédition à Prophetstown

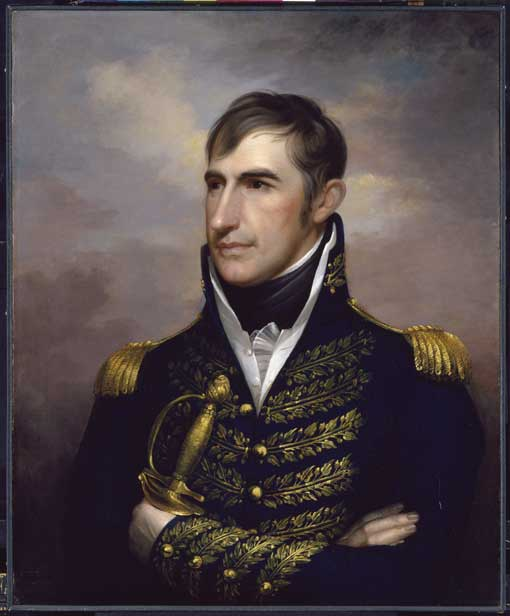
William Henry Harrison tel que peint par Rembrandt Peale en 1814.

Harrison quitte le territoire pour se rendre dans le Kentucky pendant que Tecumseh est encore éloigné, laissant son secrétaire John Gibson (en). Gibson a vécu parmi les Amérindiens pendant plusieurs années et apprend rapidement de ses amis que Tecumseh a obtenu une alliance avec les Britanniques et qu'il s'est procuré des armes. Il appelle la milice territoriale à se préparer pour défendre la région et envoie des cavaliers pour rappeler Harrison. Harrison est rapidement de retour accompagné par 250 réguliers de l'armée et 100 volontaires du Kentucky. Il rassemble les unités éparpillées de la milice de l'Indiana, totalisant environ 600 hommes, et les Indiana Rangers (en) au nord de Vincennes.
Tandis que Tecumseh se trouve toujours dans le sud, le gouverneur Harrison déplace son armée au nord de Vincennes, le long de la Wabash avec plus de 1 000 hommes dans une expédition visant à intimider le Prophète et ses partisans. Son objectif déclaré est de les forcer à accepter la paix mais il avoue qu'il lancera une attaque préventive sur les Amérindiens s'ils refusent. Son armée fait halte à proximité de l'actuelle Terre Haute pour construire Fort Harrison afin de conserver une importante position sur la Wabash. Pendant qu'il se trouve à Fort Harrison, Harrison reçoit des ordres du secrétaire à la Guerre William Eustis l'autorisant à user de la force si nécessaire pour disperser les Amérindiens à Prophetstown.
Le 6 novembre 1811, l'armée de Harrison arrive à l'extérieur de Prophetstown et Tenskwatawa accepte de rencontrer Harrison au cours d'une conférence qui doit se tenir le lendemain. Tenskwatawa, suspectant peut-être que Harrison a l'intention d'attaquer le village, décide de risquer une attaque préemptive, envoyant environ 500 de ses guerriers vers le campement américain. Avant l'aube du jour suivant, les Amérindiens attaquent mais les hommes de Harrison tiennent leurs positions et les Amérindiens se retirent du village après la bataille. Le lendemain, les Américains victorieux mettent le feu au village de Prophetstown et retournent à Vincennes.

## Conséquences
Harrison — et beaucoup d'historiens ultérieurs — affirme que la bataille de Tippecanoe a porté un coup fatal à la confédération de Tecumseh. Harrison, surnommé par la suite « Tippecanoe », devient finalement Président des États-Unis, en grande partie en mémoire de cette victoire. La bataille fut un coup dur pour Tenskwatawa, qui perdit de son prestige et la confiance de son frère. Cependant, bien que ce fut un revers important, Tecumseh commence secrètement à reconstruire l'alliance dès son retour du sud.
En décembre, la plupart des principaux journaux américains ont commencé à publier des articles sur la bataille. L'indignation publique croit rapidement et beaucoup d'Américains blâment les Britanniques pour inciter les tribus à la violence et pour leur fournir des armes à feu. Andrew Jackson est au premier rang des hommes appelant à la guerre, déclarant que les Amérindiens sont « excités par des agents secrets britanniques ». D'autres gouverneurs de l'ouest demandent que des mesures soient prises, Willie Blount du Tennessee appelle le gouvernement à « purger les campements amérindiens de tous les Anglais s'y trouvant ... » Agissant sur le sentiment populaire, le Congrès adopte des résolutions condamnant les Britanniques pour leurs interférences dans les affaires intérieures des États-Unis. Tippecanoe alimente la dégradation des tensions avec la Grande-Bretagne, aboutissant à une déclaration de guerre à peine quelques mois plus tard.
Alors que les Américains entrent en guerre contre les Britanniques, Tecumseh trouve des alliés britanniques au Canada. Les Canadiens se souviendront par la suite de Tecumseh comme un défenseur du Canada mais ses actions dans la guerre de 1812 — qui lui coûteront la vie — sont un prolongement de ses efforts visant à garantir l'indépendance des Amérindiens d'une domination extérieure. Tecumseh poursuit la lutte jusqu'à sa mort en 1813 au cours de la bataille de la rivière Thames, mettant fin au soulèvement amérindien.